# Diptychophlia
Diptychophlia is een geslacht van weekdieren uit de klasse van de Gastropoda (slakken).

## Soorten
- Diptychophlia hubrechti Cunha, 2005
- Diptychophlia occata (Hinds, 1843)